# 北裏喜一郎
北裏 喜一郎（きたうら きいちろう、1911年〈明治44年〉3月14日 - 1985年〈昭和60年〉10月30日）は、日本の実業家。野村證券社長。
野村證券の国際化戦略の立役者。

## 来歴・人物
和歌山県日高郡美浜町生まれ。神戸高等商業学校（現神戸大学）予科修了後、1933年（昭和8年）兵庫県立神戸高等商業学校（現兵庫県立大学）を卒業。同年野村證券へ入社。
戦後は、野村證券の首脳陣がGHQの公職追放で辞任したために二階級特進、1949年取締役大阪支店支配人となり、本店支配人を経て、1952年常務に昇進。続いて専務から1959年6月には副社長に進み、1968年11月に社長に就任するまで瀬川美能留とのコンビで野村證券の発展に大きく寄与。また証券不況の折に、「今後は調査研究が必要」と判断、野村総合研究所の設立に踏み切る。
1978年（昭和53年）には、当時54歳の田淵節也に社長職を譲り、自らは会長となった。
1985年10月30日死去。享年74。

## 家族
- 長男の慎一郎（昭和電工）の妻はるは、丸善石油社長、宮森和夫の三女。宮森は三和銀行副頭取から1964年（昭和39年）11月に丸善石油再建のために社長として送り込まれた。
- 二男の卓次（大阪商船三井船舶）の妻節子は、鳥取の老舗元池内綿糸店社長池内新蔵の四女。
- 長女の量子は、日本航空会長松尾静磨の二男賢二（三菱商事）に嫁いだ。松尾は戦後日本の民間航空育ての親で、日航を世界第三位の航空会社に仕上げた日本の航空界の先駆者。

## 著書
- 安井正義、伊藤伝三、川井三郎、北裏喜一郎、安藤豊禄、江戸英雄  『私の履歴書 経済人18』日本経済新聞社、1981年2月。ISBN 978-4532030681。